# Football League Championship 2009-2010
La Football League Championship 2009-2010 o Coca-Cola Championship per motivi di sponsorizzazione, fu la 107ª edizione del campionato di calcio di seconda divisione.

## Squadre partecipanti
| Squadra           | Città               | Stadio               | Capacità stadio |
| ----------------- | ------------------- | -------------------- | --------------- |
| Barnsley          | Barnsley            | Oakwell              | 23.009          |
| Blackpool         | Blackpool           | Bloomfield Road      | 10.035          |
| Bristol City      | Bristol             | Ashton Gate          | 21.497          |
| Cardiff City      | Cardiff             | Cardiff City Stadium | 26.828          |
| Coventry City     | Coventry            | Ricoh Arena          | 32.609          |
| Crystal Palace    | Londra              | Selhurst Park        | 26.309          |
| Derby County      | Derby               | Pride Park Stadium   | 33.597          |
| Doncaster         | Doncaster           | Keepmoat Stadium     | 15.231          |
| Ipswich Town      | Ipswich             | Portman Road         | 30.311          |
| Leicester City    | Leicester           | Walkers Stadium      | 32.500          |
| Middlesbrough     | Middlesbrough       | Riverside Stadium    | 35.100          |
| Newcastle Utd     | Newcastle upon Tyne | St James' Park       | 52.387          |
| Nottingham Forest | Nottingham          | City Ground          | 30.602          |
| Peterborough Utd  | Peterborough        | London Road Stadium  | 15.460          |
| Plymouth          | Plymouth            | Home Park            | 19.500          |
| Preston N.E.      | Preston             | Deepdale             | 24.500          |
| QPR               | Londra              | Loftus Road          | 19.128          |
| Reading           | Reading             | Madejski Stadium     | 24.161          |
| Scunthorpe Utd    | Scunthorpe          | Glanford Park        | 9.088           |
| Sheffield Utd     | Sheffield           | Bramall Lane         | 32.609          |
| Sheffield Weds    | Sheffield           | Hillsborough Stadium | 39.814          |
| Swansea City      | Swansea             | Liberty Stadium      | 20.532          |
| Watford           | Londra              | Vicarage Road        | 19.920          |
| West Bromwich     | West Bromwich       | The Hawthorns        | 28.003          |

## Allenatori
| Club                 | Allenatore        |
| -------------------- | ----------------- |
| Barnsley             | Mark Robins       |
| Blackpool            | Ian Holloway      |
| Bristol City         | Keith Millen      |
| Cardiff City         | Dave Jones        |
| Coventry City        | Chris Coleman     |
| Crystal Palace       | Paul Hart         |
| Derby County         | Nigel Clough      |
| Doncaster Rovers     | Sean O'Driscoll   |
| Ipswich Town         | Roy Keane         |
| Leicester City       | Nigel Pearson     |
| Middlesbrough        | Gordon Strachan   |
| Newcastle United     | Chris Hughton     |
| Nottingham Forest    | Billy Davies      |
| Peterborough United  | Gary Johnson      |
| Plymouth Argyle      | Paul Mariner      |
| Preston North End    | Darren Ferguson   |
| Queens Park Rangers  | Neil Warnock      |
| Reading              | Brian McDermott   |
| Scunthorpe United    | Nigel Adkins      |
| Sheffield United     | Kevin Blackwell   |
| Sheffield Wednesday  | Alan Irvine       |
| Swansea City         | Paulo Sousa       |
| Watford              | Malky Mackay      |
| West Bromwich Albion | Roberto Di Matteo |

## Classifica finale
|  |     | Classifica 2009-2010 | Pt  | G  | V  | N  | P  | GF | GS | DR  |
|  | --- | -------------------- | --- | -- | -- | -- | -- | -- | -- | --- |
|  | 1.  | Newcastle Utd        | 102 | 46 | 30 | 12 | 4  | 90 | 35 | +55 |
|  | 2.  | West Bromwich        | 91  | 46 | 26 | 13 | 7  | 89 | 48 | +41 |
|  | 3.  | Nottingham Forest    | 79  | 46 | 22 | 13 | 11 | 65 | 40 | +25 |
|  | 4.  | Cardiff City         | 76  | 46 | 22 | 10 | 14 | 73 | 54 | +19 |
|  | 5.  | Leicester City       | 76  | 46 | 21 | 13 | 12 | 61 | 45 | +16 |
|  | 6.  | Blackpool            | 70  | 46 | 19 | 13 | 14 | 74 | 58 | +16 |
|  | 7.  | Swansea City         | 69  | 46 | 17 | 18 | 11 | 40 | 37 | +3  |
|  | 8.  | Sheffield Utd        | 65  | 46 | 17 | 14 | 15 | 62 | 55 | +7  |
|  | 9.  | Reading              | 63  | 46 | 17 | 12 | 17 | 68 | 63 | +5  |
|  | 10. | Bristol City         | 63  | 46 | 15 | 18 | 13 | 56 | 65 | -9  |
|  | 11. | Middlesbrough        | 62  | 46 | 16 | 14 | 16 | 58 | 50 | +8  |
|  | 12. | Doncaster            | 60  | 46 | 15 | 15 | 16 | 59 | 58 | +1  |
|  | 13. | QPR                  | 57  | 46 | 14 | 15 | 16 | 58 | 65 | -7  |
|  | 14. | Derby County         | 56  | 46 | 15 | 11 | 20 | 53 | 63 | -10 |
|  | 15. | Ipswich Town         | 56  | 46 | 12 | 20 | 14 | 50 | 61 | -11 |
|  | 16. | Watford              | 54  | 46 | 14 | 12 | 20 | 61 | 68 | -7  |
|  | 17. | Preston N.E.         | 54  | 46 | 13 | 15 | 18 | 58 | 73 | -15 |
|  | 18. | Barnsley             | 54  | 46 | 14 | 12 | 20 | 53 | 69 | -16 |
|  | 19. | Coventry City        | 54  | 46 | 13 | 15 | 18 | 47 | 64 | -17 |
|  | 20. | Scunthorpe Utd       | 52  | 46 | 14 | 10 | 22 | 64 | 84 | -20 |
|  | 21. | Crystal Palace       | 49  | 46 | 14 | 17 | 15 | 50 | 53 | -3  |
|  | 22. | Sheffield Weds       | 47  | 46 | 11 | 14 | 21 | 42 | 66 | -24 |
|  | 23. | Plymouth             | 41  | 46 | 11 | 8  | 27 | 43 | 68 | -25 |
|  | 24. | Peterborough Utd     | 34  | 46 | 8  | 10 | 28 | 46 | 80 | -34 |

### Verdetti
- Newcastle Utd,   West Bromwich e, dopo i play-off,  Blackpool promosse in Premier League 2010-2011.
- Peterborough Utd,  Plymouth e  Sheffield Weds retrocesse in Football League One.

## Playoff

### Tabellone
|  | Semifinali | Semifinali        | Semifinali | Semifinali | Semifinali |  |  | Finale       | Finale       | Finale |  |
|  |            |                   |            |            |            |  |  |              |              |        |  |
|  | 6          | Blackpool         | 2          | 4          | 6          |  |  |              |              |        |  |
|  | 3          | Nottingham Forest | 1          | 3          | 4          |  |  | Blackpool    | Blackpool    | 3      |  |
|  | 5          | Leicester City    | 0          | 3          | 3          |  |  | Cardiff City | Cardiff City | 2      |  |
|  | 4          | Cardiff City      | 1          | 2          | 3(r)       |  |  |              |              |        |  |

## Classifica marcatori
|  | Gol | Marcatore         | Squadra           |
|  | --- | ----------------- | ----------------- |
|  | 20  | Peter Whittingham | Cardiff City      |
|  | 20  | Nicky Maynard     | Bristol City      |
|  | 19  | Gary Hooper       | Scunthorpe Utd    |
|  | 17  | Andy Carroll      | Newcastle Utd     |
|  | 17  | Kevin Nolan       | Newcastle Utd     |
|  | 16  | Charlie Adam      | Blackpool         |
|  | 16  | Michael Chopra    | Cardiff City      |
|  | 16  | Gylfi Sigurðsson  | Reading           |
|  | 15  | Robert Earnshaw   | Nottingham Forest |
|  | 15  | Billy Sharp       | Doncaster         |